# Zanè-Monte Cengio
Zanè-Monte Cengio est une course cycliste italienne disputée en Vénétie. Créée en 1971, elle se termine par le Monte Cengio (it), une ascension culminant à 1 354 mètres d'altitude. 
Après une interruption de onze ans, l'épreuve réapparait en 2021. Elle fait partie du calendrier national de la Fédération cycliste italienne,.

## Palmarès
| Année     | Vainqueur          | Deuxième           | Troisième            |
| --------- | ------------------ | ------------------ | -------------------- |
| 1986      | Gianluca Tonetti   |                    |                      |
| 1987-1992 | ?                  | ?                  | ?                    |
| 1993      | Gilberto Simoni    |                    |                      |
| 1994-1995 | ?                  | ?                  | ?                    |
| 1996      | Gianluca Tonetti   | Gianluca Valoti    | Mauro Zanetti        |
| 1997      | ?                  | ?                  | ?                    |
| 1998      | Antonio Rizzi      |                    |                      |
| 1999-2001 | ?                  | ?                  | ?                    |
| 2002      | Fabio Gilioli (de) |                    |                      |
| 2003      | Manuel Bortolotto  |                    |                      |
| 2004      | Vladimir Efimkin   |                    |                      |
| 2005      | Fabrizio Galeazzi  |                    |                      |
| 2006      | Mattia Turrina     | Alessandro Bisolti | Michele Gaia         |
| 2007      | Stefano Pirazzi    | Alessandro Bisolti | Stefano Usai         |
| 2008      | Stefano Locatelli  | Stefano Pirazzi    | Marco Manenti        |
| 2009-2020 | pas de course      | pas de course      | pas de course        |
| 2021      | Luca Rastelli      | Manuele Tarozzi    | Simone Raccani       |
| 2022      | Davide De Pretto   | Luca Cavallo       | Matteo Tarolla       |
| 2023      | Luca Cavallo       | Simone Carrò       | Francesco Galimberti |
| 2024      | Federico Guzzo     | Nahom Zerai        | Max van der Meulen   |
| 2025      | Nicola Zumsteg     | Luca Cretti        | Dennis Lock          |